# Victoire par inadvertance
Victoire par inadvertance (titre original : Victory unintentional) est une nouvelle de science-fiction d'Isaac Asimov. Elle fait suite à la nouvelle Non définitif !.

## Parutions
La nouvelle est publiée pour la première fois en aout 1942 dans Super Science Stories.
Elle est disponible en France dans les recueils de nouvelles Un défilé de robots et Nous les robots.

## Résumé
Dans la nouvelle Non définitif !, les colons humains de Ganymède avaient établi un contact radio avec les habitants de Jupiter, mais ceux-ci, extraordinairement xénophobes, décident de « purifier » Ganymède, puis la Terre.
Une ultime mission de conciliation est tentée sous la forme d'un trio de robots : ZZ-Un, ZZ-Deux et ZZ-Trois, des machines formidablement résistantes puisqu'elles devront affronter les conditions atmosphériques de Jupiter. ZZ-Un, le prototype, se comporte en gamin, ZZ-Trois est le plus sage.
Arrivés sur Jupiter, les robots sont soumis à des attaques répétées, mais les Joviens ignorants de leur nature n'emploient pas les bonnes armes. Ils tentent alors de terroriser les émissaires en leur montrant leur puissance industrielle et scientifique. La visite de Jupiter est émaillée d'incidents lors desquels ZZ-Un montre innocemment sa puissance physique, en tuant nonchalamment un léviathan dans un lac d'ammoniaque, en trempant le doigt dans une cuve de métal en fusion, en détruisant des cultures biologiques avec son seul rayonnement gamma ; tandis que ZZ-Deux et Trois font montre de leur savoir, et expliquent en toute bonne foi qu'ils n'ont besoin ni de dormir, ni de respirer, ni de manger, ni même d'une atmosphère.
Les trois robots tentent d'en savoir plus sur les champs de force, et découvrent que ceux dont disposent les militaires de Jupiter leur permettront de quitter l'attraction énorme de la planète et de s'en servir, le cas échéant, comme arme.
Les robots impressionnés conviennent entre eux que Jupiter peut, et va, écraser l'humanité. Mais alors qu'ils vont partir, lourds de tristes nouvelles, l'incroyable se produit : les Joviens opèrent un revirement de dernière minute et protestent de leur éternelle amitié !
Sur le chemin du retour, les robots perplexes s'aperçoivent alors de ce que, jamais, ils n'ont précisé qu'ils n'étaient pas des humains... et ce par inadvertance ! De sorte que les Joviens terrifiés ont préféré ne jamais affronter ces êtres tellement supérieurs !